# Cornay
Cornay är en kommun i departementet Ardennes i regionen Grand Est (tidigare regionen Champagne-Ardenne) i nordöstra Frankrike. Kommunen ligger  i kantonen Grandpré som ligger i arrondissementet Vouziers. År 2022 hade Cornay 67 invånare.

## Befolkningsutveckling
Antalet invånare i kommunen Cornay
Referens: INSEE